# 紅眼現象

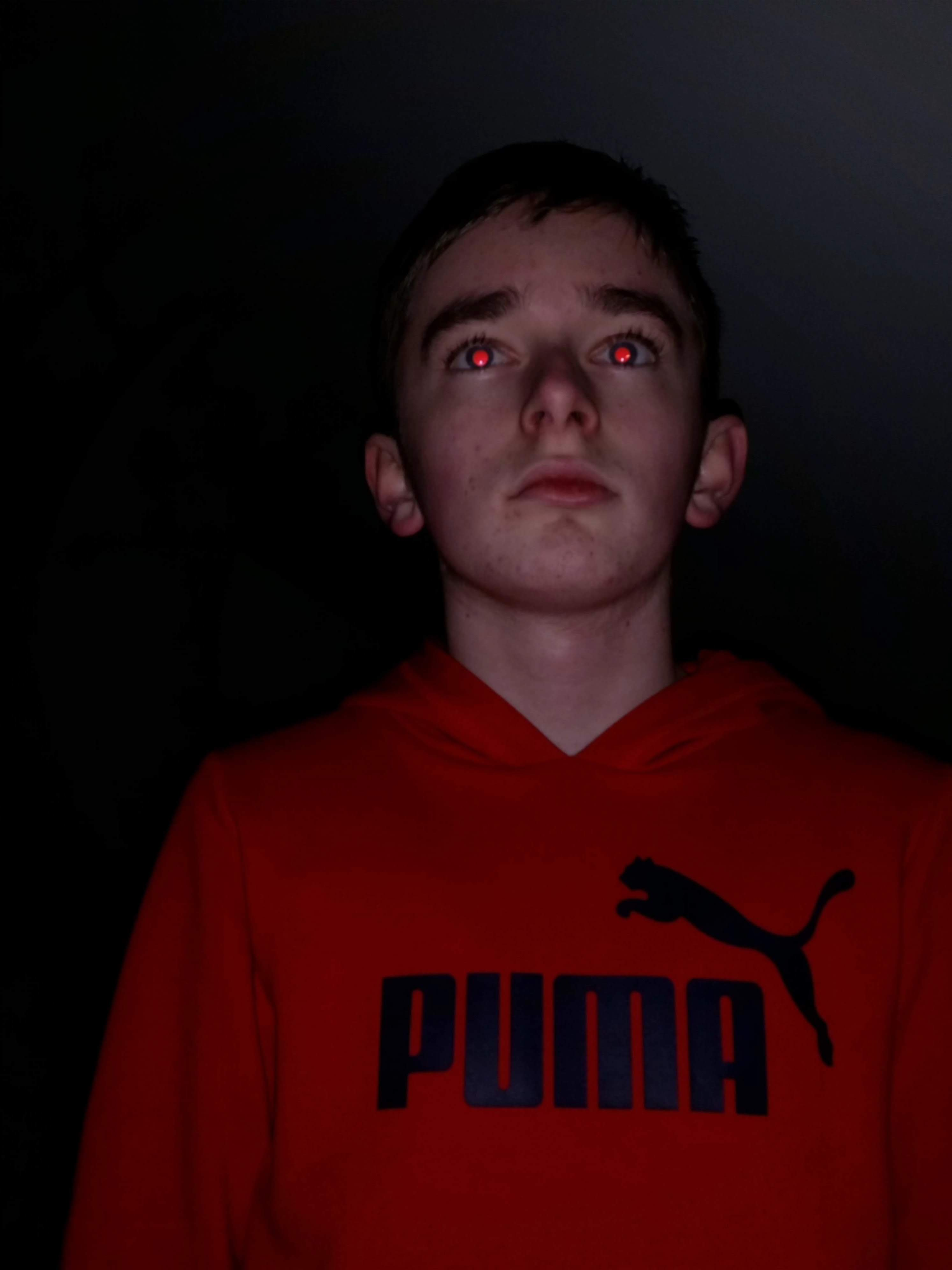
在青少年身上看到的红眼效应

紅眼現象是眼睛的瞳孔在彩色照片中呈現紅色的現象。

## 成因
紅眼現象尤其會出現在傻瓜相機及數碼相機上，原因主要是瞳孔在陰暗的環境下會放大，而增大光線射入視網膜的範圍，於是閃光燈的強光就會射在眼睛的視網膜後的微血管組織上，所反射回來的自然現象，只要是相機的鏡片組（即鏡頭）距離「閃光燈」太近，便有可能出現紅眼現象。

## 消除方法
拍照時要避免紅眼現像，除了避免閃光直接射到眼睛外，有些相機支援防紅眼功能，在按下快門按扭時，閃光燈會先發出較弱的閃光，以將被攝者的瞳孔縮小，然後才發出正常亮度的閃光並作動快門以完成攝影。若是影像數位化後可利用影像編輯軟體如Photoshop、GIMP等手工消除紅眼。